# Alan Ayckbourn
Alan Ayckbourn (Hampstead (Londen), 12 april 1939) is een Britse blijspelauteur.  

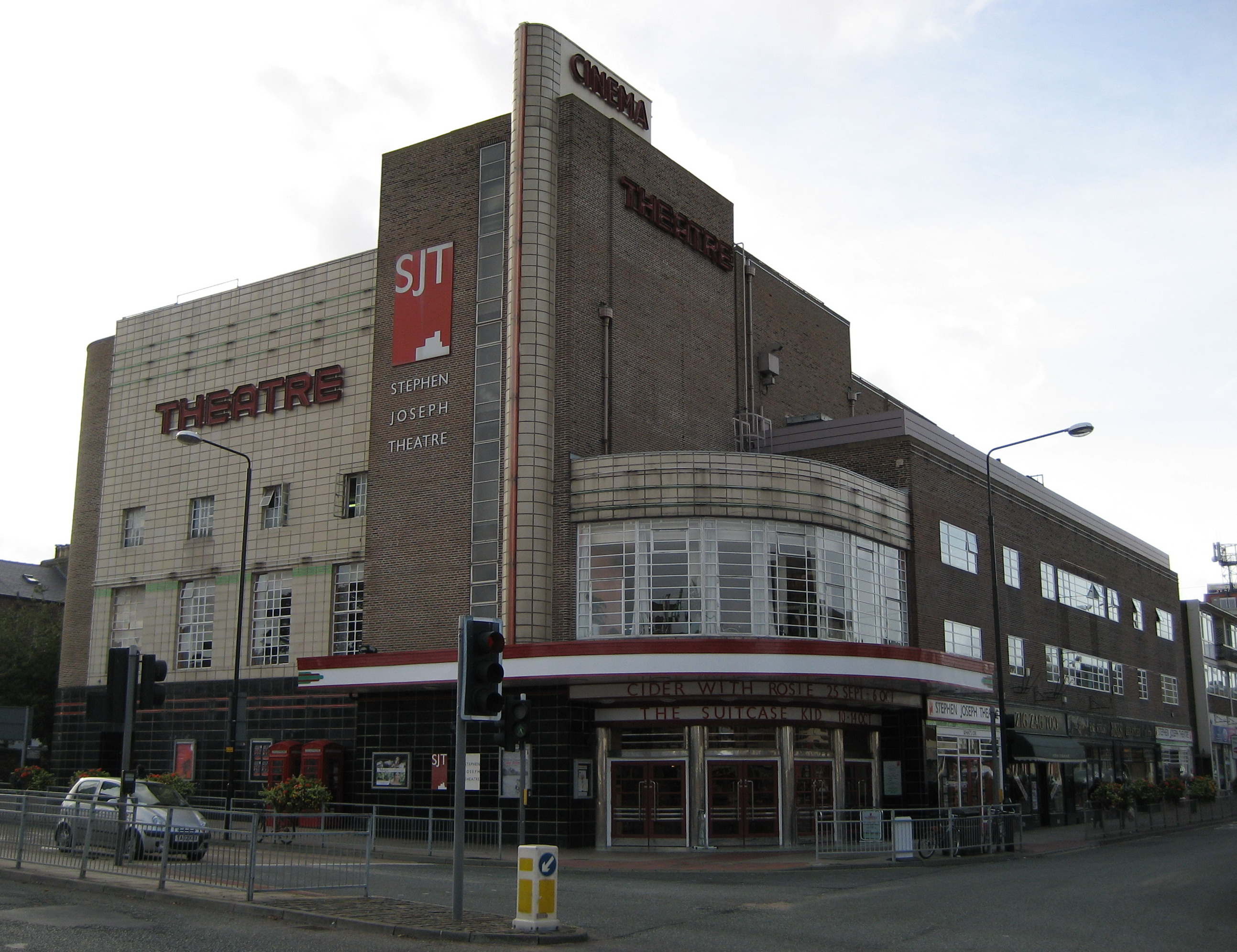
Het Stephen Joseph Theatre in Scarborough

Hij schrijft jaarlijks een nieuwe komedie, die eerst bij zijn eigen gezelschap in Scarborough in première gaat in het Stephen Joseph Theatre en het volgende seizoen op het Londense West End te zien is, om vervolgens de hele wereld over te reizen bij zowel beroeps- als amateurgezelschappen. Stukken als "Slippers", "Liefde half om half", "Wat een gekke man... en z'n vrouw dan?", "Prettige Feestdagen" en "Bedkwartet" waren wereldwijd grote hits.

## Werken
| Jaar | Oorspronkelijke titel                       | Nederlandse titel                      | Vertaler                |
| ---- | ------------------------------------------- | -------------------------------------- | ----------------------- |
| 1959 | The Square Cat                              |                                        |                         |
| 1959 | Love after all                              |                                        |                         |
| 1959 | Follow the Lover Double Hitch               |                                        |                         |
| 1960 | Dad's Tale                                  |                                        |                         |
| 1961 | Standing Room Only                          |                                        |                         |
| 1962 | Xmas v. Mastermind                          |                                        |                         |
| 1963 | Mr. Whatnot                                 |                                        |                         |
| 1965 | Relatively Speaking                         | Slippers                               | Walter Kous             |
| 1965 | Relatively Speaking                         | Een familiaire verhouding              | Nicolet Steemers        |
| 1967 | The Sparrow                                 |                                        |                         |
| 1969 | How the other half loves                    | Liefde half om half                    | Anty Westerling         |
| 1969 | How the other half loves                    | Een zakelijke affaire                  | Nicolet Steemers        |
| 1969 | Ernie's Incredible Illucinations            | Eriks ongeloofwaardige illucinaties    | Beb de Beer             |
| 1969 | Countdown                                   | Nulpunt                                | Walter Kous             |
| 1969 | Countdown                                   | Aftellen                               | Lucas Truyts            |
| 1970 | The Story so Far Me Times Me Family Circles |                                        |                         |
| 1971 | Time and Time Again                         | Leonard                                | Koen de Ruyter          |
| 1972 | Absurd Person Singular                      | Wat een gekke man... en z'n vrouw dan? | Karel Muller (vertaler) |
| 1972 | Absurd Person Singular                      | Gekke mensen                           | Jeroen Krabbé           |
| 1973 | Round and round the garden                  | Binnen de perken                       | Dolf Verspoor           |
| 1973 | Living Together                             | Het blijft onder ons                   | Dolf Verspoor           |
| 1973 | Table Manners                               | Met mes en vork                        | Dolf Verspoor           |
| 1973 | The Norman Conquests                        | Kruistochten                           | Janine Brogt            |
| 1974 | Absent Friends                              | Verre vrienden                         | Ger Thijs               |
| 1974 | Confusions                                  | Verwarringen                           | Josephine Soer          |
| 1974 | Service not included                        |                                        |                         |
| 1975 | Jeeves                                      |                                        |                         |
| 1975 | A Bedroom Farce                             | Bedkwartet                             | Josephine Soer          |
| 1976 | Just between ourselves                      | Tussen ons                             | Shireen Strooker        |
| 1977 | Ten Times Table                             | Het bloedbad van Pendon                | Marianne Stolk          |
| 1977 | Ten Times Table                             | Tafel van Tien                         | Dolf Verspoor           |
| 1978 | Joking Apart                                | Zonder Gekheid                         | Peter Hoeksema          |
| 1978 | Joking Apart                                | Alle gekheid op een stokje             | Jack Nieborg            |
| 1978 | Men on Women on Men                         |                                        |                         |
| 1979 | Sisterly Feelings                           |                                        |                         |
| 1979 | Taking Steps                                | Binnenste boven                        | Josephine Soer          |
| 1980 | Season's Greetings                          | Prettige feestdagen                    | Peter Hoeksema          |
| 1985 | Intimate Exchanges                          | Intieme Keuzes                         | Jan Tol                 |
| 1986 | A Chorus of Disapproval                     | Ons kent ons                           | Peter Hoeksema          |
| 1986 | Woman in Mind                               | Droom van een vrouw                    | Peter Hoeksema          |
| 1987 | Henceforward                                | Toekomstmuziek                         | Coot van Doesburgh      |
| 1987 | A small Family Business                     | Een zaak van de familie                | Willem Jan Otten        |
| 1987 | A small Family Business                     | Een zaak van de familie                | Koen Wassenaar          |
| 1988 | The Revengers' Comedies                     | Dubbel Wraak                           | Jack Nieborg            |
| 1989 | Way Upstream                                | Stroomopwaarts                         | Jack Nieborg            |
| 1989 | Way Upstream                                | Stroom opwaarts                        | Hugo Heinen             |
| 1990 | Man of the Moment                           | De bekende Nederlander                 | Gees Linnebak           |
| 1990 | Things we do for love                       | Ja, ja, de liefde                      | Renée Smulder           |
| 1992 | Time of my life                             | Momenten van geluk                     | Coot van Doesburgh      |
| 1997 | Communicating Doors                         |                                        |                         |
| 1997 | Invisible Friends                           | Onzichtbare vrienden                   | Lies Sotthewes          |
| 1999 | Comic Potential                             |                                        |                         |
| 2000 | House and Garden                            | Huis en tuin                           | Laurens Spoor           |
| 2000 | Virtual Reality                             |                                        |                         |
| 2002 | Flatspin                                    | Flatzooi                               | Tom Meijer              |
| 2002 | Snake In The Grass                          |                                        |                         |
| 2003 | My Sister Sadie                             |                                        |                         |
| 2003 | Sugar Daddies                               |                                        |                         |
| 2004 | Drowning on Dry Land                        |                                        |                         |
| 2004 | Private Fears in Public Places              |                                        |                         |
| 2004 | Miss Yesterday                              |                                        |                         |
| 2005 | Improbable Fiction                          |                                        |                         |
| 2006 | If I were You                               |                                        |                         |
| 2008 | Life And Beth                               |                                        |                         |
| 2008 | Awaking Beauty                              |                                        |                         |
| 2011 | Neighbourhood Watch (Play 75)               |                                        |                         |
| 2012 | Surprises (Play 76)                         |                                        |                         |
| 2013 | Arrivals & Departures (Play 77)             |                                        |                         |
| 2014 | Roundelay (Play 78)                         |                                        |                         |
| 2015 | Hero's Welcome (Play 79)                    |                                        |                         |
| 2016 | Consuming Passions (Play 80)                |                                        |                         |
| 2017 | A Brief History of Women (Play 81)          |                                        |                         |
| 2018 | Better Off Dead (Play 82)                   |                                        |                         |
| 2019 | Birthdays Past, Birthdays Present (Play 83) |                                        |                         |
| 2020 | Anno Domino (Play 84)                       |                                        |                         |
| 2021 | The Girl Next Door (Play 85)                |                                        |                         |
| 2022 | All Lies (Play 86)                          |                                        |                         |
| 2022 | Family Album (Play 87)                      |                                        |                         |
| 2023 | Welcome to the Family (Play 88)             |                                        |                         |
| 2023 | Constant Companions (Play 89)               |                                        |                         |

## Over Alan Ayckbourn
- Ian Watson, Conversations with Ayckbourn. Macdonald Futura Limited. Londen, 1981

- Bibsys: 90126788
- Biblioteca Nacional de España: XX1673065
- Bibliothèque nationale de France: cb12358236g (data)
- CiNii: DA02071600
- Gemeinsame Normdatei: 118810618
- International Standard Name Identifier: 0000 0001 0915 6114
- Library of Congress Control Number: n50029780
- Nationale Bibliotheek van Letland: 000032750
- MusicBrainz: 0a2d5b57-c0d5-4a98-ab66-e59ce340c4d9
- Bibliotheek van het Japanse parlement: 00431957
- Nationale Bibliotheek van Tsjechië: jo2002112126
- Nationale bibliotheek van Australië: 35011273
- Nationale Bibliotheek van Israël: 987007308078605171
- Nationale en Universitaire bibliotheek Zagreb: 000030776
- Nederlandse Thesaurus van Auteursnamen: 068765983
- Réseau des bibliothèques de Suisse occidentale: 02-A002954575
- Istituto Centrale per il Catalogo Unico: RAVV022170
- LIBRIS: 232174
- SNAC: w66h5m40
- Système universitaire de documentation: 032579209
- Trove: 788915
- Virtual International Authority File: 73928984
- WorldCat: E39PBJh4xXm6H9x6b7g8Qpbrv3